# Oshimili Nord
Oshimili Nord est une zone de gouvernement local de l'État du Delta au Nigeria,. Régions gouvernementales qui composent l'État du Delta, région géopolitique sud du Nigéria.  Le gouvernement local a été créé en 1997 et, jusqu'à sa création, faisait partie de l'ancienne zone de gouvernement local d'Oshimili.  Le gouvernement local a son siège à Akwukwu-Igbo.

## Source
- (en) Cet article est partiellement ou en totalité issu de l’article de Wikipédia en anglais intitulé « Oshimili North » (voir la liste des auteurs).